# Area metropolitana di Amarillo

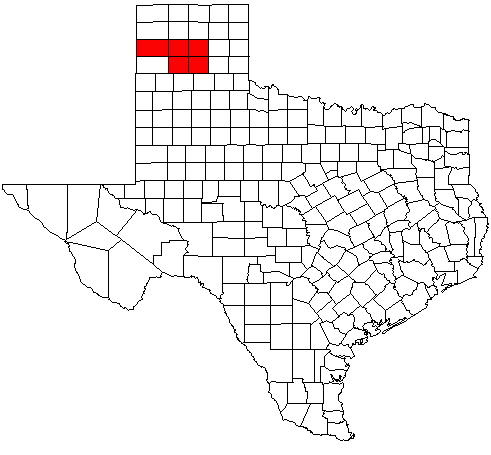
La mappa del Texas, in rosso l'area metropolitana di Amarillo

L'area metropolitana di Amarillo, come viene definito dallo United States Census Bureau, è un'area che comprende cinque contee dello Stato del Texas, con "capoluogo" la città di Amarillo. Al censimento del 2010, l'area metropolitana possedeva una popolazione di 249 881 abitanti (anche se secondo una stima del censimento del 2015 sono 262 056 abitanti).

## Contee
- Armstrong
- Carson
- Potter
- Randall
- Oldham

## Comunità

### Luoghi con più di150 000abitanti
- Amarillo (città principale)

### Luoghi tra1 000e15 000abitanti
- Canyon
- Claude
- Panhandle
- White Deer

### Luoghi tra 500 e1 000abitanti
- Groom
- Happy (parzialmente)
- Lake Tanglewood
- Skellytown

### Luoghi con meno di 500 abitanti
- Bishop Hills
- Palisades
- Timbercreek Canyon

### Comunità non incorporate
- Bushland
- Goodnight
- Umbarger
- Washburn
- Wayside

## Società

### Evoluzione demografica
Secondo il censimento del 2000, c'erano 226 522 persone.

### Etnie e minoranze straniere
Secondo il censimento del 2000, la composizione etnica dell'area metropolitana era formata dal 79,64% di bianchi, il 5,70% di afroamericani, lo 0,77% di nativi americani, l'1,73% di asiatici, lo 0,03% di oceanici, il 10,02% di altre razze, e il 2,11% di due o più etnie. Ispanici o latinos di qualunque razza erano il 19,08% della popolazione.